# Reformierte Kirche Valzeina

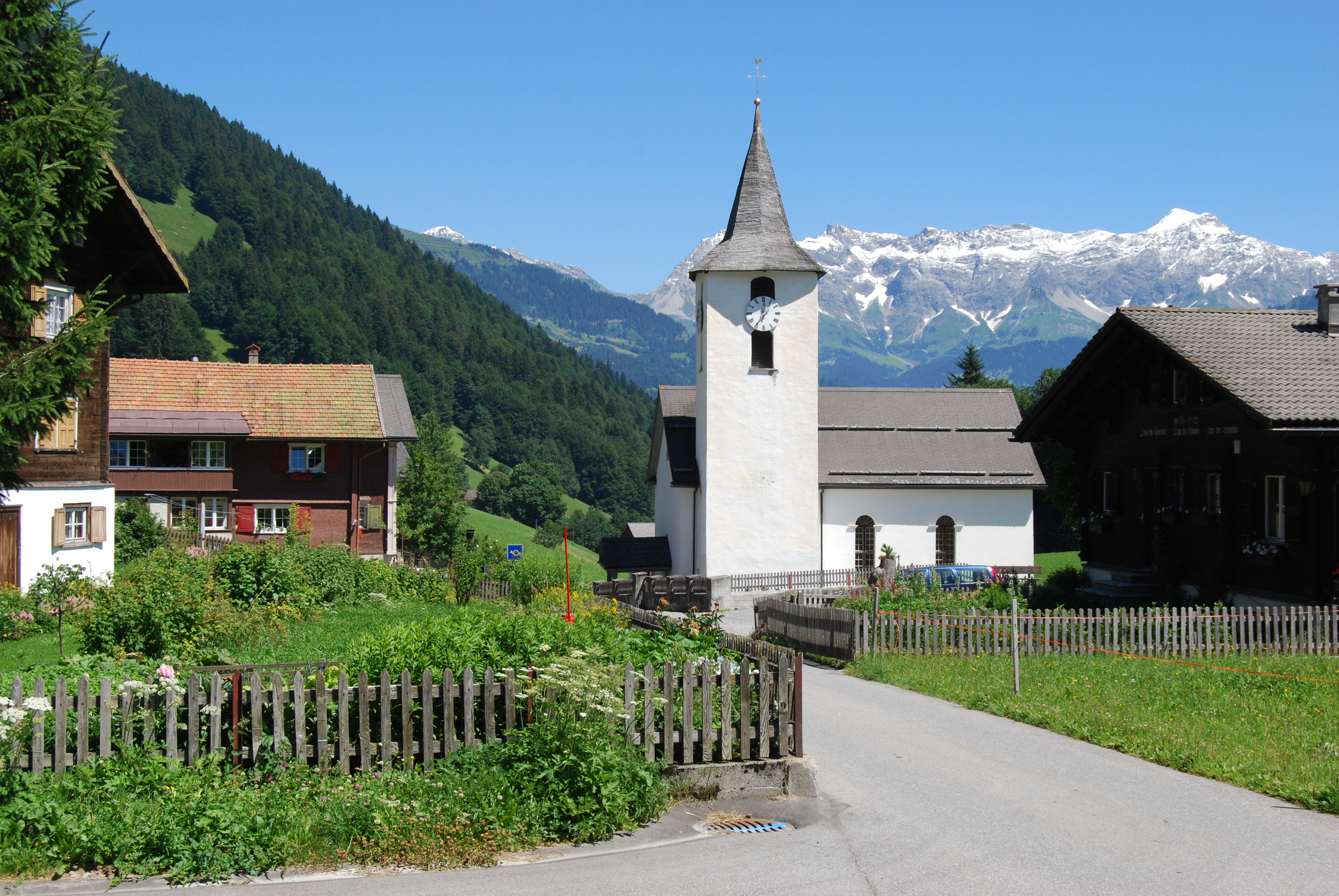
Die Kirche von Valzeina

Die reformierte Kirche in Valzeina im Vorderprättigau ist ein evangelisch-reformiertes Gotteshaus unter dem Denkmalschutz des Kantons Graubünden. Sie prägt das Dorfbild durch den Turm mit markantem Spitzhelm.

## Ausstattung
Der Bau ist eine typische reformierte Predigtkirche. Im Chorraum bilden die Kanzel mit Schalldeckel und der vorgelagerte Taufstein, der zugleich als Abendmahlstisch dient, eine kompositorische Einheit.
Die Saalkirche bietet 250 Personen Platz. Die kleine Orgel wird pedallos pneumatisch betrieben.

## Geschichte

### Mordfall
Im Jahre 1697 wurde der amtierende Pfarrer Peter Walser auf dem Weg hinab nach Grüsch in dem Tobel ermordet, das fortan den Namen Mördertobel (im walserdeutschen Dialekt Mördertobäli) trug.

## Kirchliche Organisation
Valzeina bildete bis in die späten 2010er-Jahre eine eigene Kirchgemeinde und gehört heute zur Kirchgemeinde Grüsch-Fanas-Valzeina der Evangelisch-reformierten Landeskirche Graubünden.